# Регінар I (правитель Лотарингії)
Реньє (Регінар) I Довгошиїй (нім. Reginar I. der Langhals, фр. Régnier au Long Col; бл. 850 — 915/916) — фактичний володар Лотарингії в 911—915 роках. Засновник роду Регінаридів.

## Життєпис
Син Гізеберта, графа Маасгау та Ірменгарди, дочки імператора Лотара I. Народився близько 850 року. Перша письмова згадка про Регінара (Реньє) відноситься до 877 року, коли його вказано в капітулярах, виданих західнофранкським королем Карлом II. На той час вже став графом Маасгау, а також мав численні володіння в Арденнах, вздовж нижньої течії Маасу, Нижній Лотарингії.
880 року разом з Франконом, єпископом Льєжу, спрямований королем на північ Лотарингії для боротьби з норманами на чолі з конунгом Годфрідом Фризьким. Можливо за успішні дії отримав графства Ено і Гасбенгау.
895 року стає головним радником лотаринзького короля Цвентібольда. Уклав союз з Бодуеном II, графом Фландрії, Родульфом, графом Вермандуа, спрямований проти західнофранкського короля Одо I. З 897 року стає світським абатом кількох багатих монастирів, зокрема Ехтернах, Ставло-Мальмеді, Св. Максиміна в Трірі. Але 898 року погиркався з Цвентібольдом, перейшовши на бік короля Карла III. Натомість втратив графство Ено. Регінар збурив повстання лотаринзької знаті проти Цвентібольда. У 900 році переміг останнього, який загинув. З цього часу Регінар користувався в Лотарингії майже необмеженою владою. Хроністи називали його «missus» (королівський посланець), «dux» (герцог), «marchio» (маркграф).
У 905 році йменував себе герцогом Лотарингії (відомий запис в статуті монастиря Ставело). Східнофранкський король Людовик IV Дитя намагався протипоставити Реньє I герцога Гебхарда, проте марно. 908 року повернув собі графство Ено. 910 року виступив проти короля Німеччини Конрада I. 911 року Карл III надав Реньє титул маркграфа Лотарингії. Остання згадка про нього відноситься до 915 року. Ймовірно помер до 916 року.

## Родина
Дружина — Ерсінда або Альберада.
Діти:
- Гізельберт (890—939), герцог Лотарингії
- Реньє (д/н—932), граф Ено
- донька, дружина Беренгара, графа Намюра

На думку дослідника Хайнца Ренна мав ще одну дружину — Ірмендруду, доньку західнофранкського короля Людовика II. Втім щодо цього є значні сумніви.